# 弹性反冲探测分析
弹性反冲探测分析技术（Elastic Recoil Detection Analysis，ERDA）， 也被称作前向反冲散射（谱），是一种离子束分析技术，被用在材料科学中，用以分析、测量固体或薄膜材料中某种元素的深度分布。 使用加速器将某一能量的离子束打到待测样品上，离子与靶固体中的某种元素的原子发生弹性碰撞，一般是由库仑力造成的。通过入射离子的动能、弹性碰撞反应截面、散射离子损失的能量等参数，可以检测待测原子在样品中不同深度的富集程度，即不同深度处某种原子所占的比例。